# Pounamuella ramsayi
Pounamuella ramsayi är en spindelart som först beskrevs av Forster 1956.  Pounamuella ramsayi ingår i släktet Pounamuella och familjen Orsolobidae. Inga underarter finns listade i Catalogue of Life.